# Joaquín Mortiz
Joaquín Mortiz fue una editorial mexicana fundada en 1962 por Joaquín Díez-Canedo. El nombre proviene de la contracción del seudónimo Joaquín M. Ortiz, que utilizaba Joaquín Díez-Canedo para escribir a su familia tomando la inicial del primer apellido y el segundo completo de los de su madre, Teresa Manteca Ortiz, en España en la época del franquismo. De este modo, evitaba llamar la atención con el apellido de su padre, Enrique Díez-Canedo, bien conocido por su compromiso con la II República Española. 
La editorial se convirtió rápidamente en una de las más importantes del país. Fue la primera en publicar literatura, sobre todo contemporánea, casi de manera exclusiva con recursos privados. Publicó principalmente literatura mexicana pero también de autores de otros países. Más del 80% de los libros publicados eran de literatura, entre ellos autores de renombre.
En 1967, la editorial publicó la novela Cambio de piel, de Carlos Fuentes, ganadora del Premio Biblioteca Breve de la editorial Seix Barral en España. Había sido prohibida por la censura en España, donde no fue publicada hasta 1974.
La editorial dio un gran impulso a los escritores mexicanos de la segunda mitad del siglo XX, como Octavio Paz, José Agustín, Homero Aridjis, Elena Garro, Jorge Ibargüengoitia, Vicente Leñero y Rosario Castellanos.
En 1985, la editorial es adquirida por la editorial Planeta.
El catálogo de la editorial se basa principalmente en la novela, el ensayo, el cuento, la poesía y la crónica.

## Premio Joaquín Mortiz
De 1995 a 2001, se entregó el Premio Joaquín Mortiz de Novela. En 1999 y en 2000 se declaró desierto, y en 2002 se decidió cancelar el premio.

## Serie del Volador
La Serie del Volador es una de las altas cumbres de la inventiva editorial en México. Joya de la corona del catálogo de Joaquín Mortiz, albergó a casi todos los escritores que dieron forma a la historia literaria nacional de la segunda mitad del siglo XX. Escrita en sensible clave personal, esta evocación recorre los hallazgos y el rigor editorial con que Joaquín Díez-Canedo perfiló esa colección.